# NF Z 65-130
 (avril 2013).
Si vous disposez d'ouvrages ou d'articles de référence ou si vous connaissez des sites web de qualité traitant du thème abordé ici, merci de compléter l'article en donnant les références utiles à sa vérifiabilité et en les liant à la section « Notes et références ».
La norme NF Z 65-130 énonce un ensemble de spécifications de l'AFNOR concernant la gestion de projet et la qualité d'un logiciel. Elle a été créée en avril 1987.